# Боевая террористическая организация
Боевая террористическая организация (БТО) — экстремистская неонацистская группировка, существовавшая в Санкт-Петербурге с 9 августа 2003 года по 2006 год. Образована выходцами из скинхедской организации «Mad Crowd» Дмитрием Боровиковым и Алексеем Воеводиным. Группировка совершила ряд убийств на расовой почве, в том числе убийство 8-летней девочки Хуршеды Султоновой в 2004 году.
В группе была создана чрезвычайная конспирация. Участники перестали одеваться как скинхеды, начали пользоваться сторонними конспиративными мобильными телефонами, очень редко встречаться между собой в открытую, вести какие-либо идеологические или тактические разговоры возле розеток, предпочитая писать свои разговоры на бумаге.
14 июня 2011 года состоялся суд над восемью членами группировки. В отношении Павла Румянцева дело было выделено в отдельное производство.

## Идеология
Основным используемым символом банды была свастика. Идеолог и лидер банды Дмитрий Александрович Боровиков («Кислый») был убеждённым расистом, мечтавшим c помощью прямых действий «очистить» Санкт-Петербург (Невоград) от «неруси» — представителей других рас. Целью своей борьбы он видел превращение «жидовской РФ» (где правит ZOG) в моноэтническую «Белую Русь». Резкую критику вызывало христианство, альтернативой которому представлялась языческая «нордическая Русь». Кроме того, в организации пропагандировались ценности здорового образа жизни и отказ от алкоголя и наркотиков.

## Вооружение
Основным видом оружия у банды были ножи и пистолеты, также они использовали арбалет, охотничьи карабины, помповое оружие и обрез винтовки Мосина.
Когда у Алексея Воеводина умерли мать с бабушкой, ему достались в наследство две квартиры. Продав одну, он приобрёл автомобиль, четыре карабина «Сайга» и рации для прослушивания милицейских частот.

## Нападения
| Дата       | Место                                  | ФИО жертвы                      | Гражданство жертвы |
| ---------- | -------------------------------------- | ------------------------------- | ------------------ |
| 9.8.2003   | Никольское, Ленобласть                 | Маквел Эламирян и Лиана Туманян | Армения            |
| 2.10.2003  | Улица Танкиста Хрустицкого             | Омордион Лавренсе               | Нигерия            |
| 11.11.2003 | Большая Монетная и улица Льва Толстого | ?                               | Грузия и Пакистан  |

## Убийства
| Дата          | Место                          | ФИО жертвы                           | Гражданство жертвы | Особенности события |
| ------------- | ------------------------------ | ------------------------------------ | ------------------ | --- |
| Август 2003   | м. Рыбацкое                    | Цыганка Форком                       | РФ                 | Убита, проломлена голова. 18 ножевых ранений. |
| Сентябрь 2003 | Платформа Дачное               | Сангбаева                            | РФ                 | Атакованы цыгане в Дачном. В ход пошли топор, топор для разделки мяса, молотки, ножи. Одна цыганка (Сангбаева) скончалась, 3 серьёзно ранены. В итоге весь табор (около 300 цыган) покинул город. |
| Ноябрь 2003   | Невский район, улица Коллонтай | Буланцов, Ерёмин                     | РФ                 | В ход пошли ножи, один человек (Буланцов) погиб — 56 ножевых ранений, второй (Ерёмин) выжил, получив 7 ударов ножами.                                                                             |
| 14.12.2003    | Ул. Марата, 18                 | Ким Хен Ик                           | КНДР               | Убит холодным оружием и обрезками труб. |
| 25.12.2003    | Новоизмайловский проспект      | Сергей Бельда                        | РФ                 | Умер на месте, получив несколько ударов по голове трубой, арматурой и молотком, а также 72 ножевых ранения.                                                                                       |
| 03.02.2004    | Дачный проспект                | Бондарев                             | РФ                 | Убит холодным оружием. |
| 09.02.2004    | Переулок Бойцова               | Хуршеда Юсуфовна Султонова           | Таджикистан        | Убита, 11 ножевых ранений. Жестокость этого преступления шокировала даже ультраправых. |
| 07.06.2004    | п. Заходское                   | Ростислав Гофман, Алексей Головченко | РФ                 | Убиты как лишние свидетели. |
| 19.06.2004    | Квартира жертвы                | Гиренко, Николай Михайлович          | РФ                 | Убит выстрелом через дверь. |
| 13.10.2004    | Концерт группы Позиция         | Вуань Туань                          | Вьетнам            | 37 ножевых, 7 ударов отвёрткой, проломлен череп. |
| 07.04.2006    | Гороховая улица                | Салл Самба Лампсар                   | Сенегал            | Убит выстрелом в шею. |

## Разоблачение
В середине июня 2004 г. родители убитого Ростислава Гофмана, который общался с членами группировки, обнаружили список, составленный их сыном перед гибелью — 12 имён и кличек, и название группировки, по его мнению — Mad Crowd. Этот список родители Гофмана после его смерти отнесли в следственные органы, но список был потерян. Следствие узнало о существовании группы Боровикова-Воеводина от Агентства журналистских расследований — АЖУР, которое вышло на след банды благодаря показаниям раскаявшихся скинхедов, сообщивших журналистам, что милиция подтасовывает дела и осуждает за преступления группы Боровикова-Воеводина невиновных несовершеннолетних. АЖУР обратился непосредственно в МВД РФ.
Дмитрий Боровиков был убит выстрелом в затылок с нескольких метров «при вооружённом противодействии милиции» в ходе его задержания, из пистолета Макарова оперативниками 18 отдела УБОП. Другие члены группировки были арестованы в мае 2006 года. Последний арестованный участник группы — Руслан Мельник. Он был задержан в Центральном парке культуры им. Кирова 15 июля 2006 года.
14 членам группировки предъявили обвинения в убийстве профессора Николая Гиренко, убийстве двух молодых людей, которые общались с членами группы, — Ростислава Гофмана и его друга Алексея Головченко 7 июня 2004 года в поселке Заходское Выборгского района области, убийстве гражданина КНДР Ким Хен Ика 14 декабря 2003 года, убийстве девятилетней Хуршеды Султоновой, 9 февраля 2004 года, убийстве камерунского студента Лампсара Самбы 7 апреля 2006, поджоге Троице-Измайловского собора, нападениях на почтовые отделения с целью грабежа, поджоге церкви в Выборге, многочисленных поджогах ларьков. Всего членам группы инкриминировалось 13 эпизодов преступлений, предусмотренных статьями 209 (бандитизм), 105 (убийство), 282 (разжигание национальной розни) и 222 (незаконный оборот огнестрельного оружия) УК РФ.

## Приговоры членам банды
| 1 | Боровиков Дмитрий Александрович | 105, 282, 280, 162, 209, 161, 205 | Убит во время задержания       |
| 2 | Воеводин Алексей Михайлович     | 105, 161, 205, 282, 209, 280 | Пожизненное лишение свободы    |
| 3 | Гусев Павел                     | Убийство (105) | Оправдан                       |
| 4 | Костраченков Алексей            | Убийство (105) | 18 лет                         |
| 5 | Костраченков Андрей             | Убийство (105) | 8 лет                          |
| 6 | Малюгин Андрей                  | Убийство (105) | 18 лет (с 2016)                |
| 7 | Орлов Роман                     | Убийство (105) | 11 лет 6 месяцев               |
| 8 | Прохоренко Артём                | Разбой (162), Убийство (105), Разжигание межнациональной розни (282), Публичные призывы к осуществлению экстремистской деятельности (280) | Пожизненное лишение свободы    |
| 9 | Румянцев Павел                  | Убийство (105), Разжигание межнациональной розни (282)                                                                                    | 12 лет                         |
| 10 | Харчев Денис                    | Убийство (105) | 7 лет 2 месяца (срок сокращён) |
| Список Гофмана, в котором было больше фамилий, включая и, возможно, представителей вероятных кураторов и заказчиков, утерян |                                 | |                                |